# 671년

## 연호
- 당(唐) 함형(咸亨) 2년

## 기년
- 당(唐) 고종(高宗) 22년
- 신라(新羅) 문무왕(文武王) 11년

## 사건
- 안시성이 당나라 군대에게 함락되다.

## 사망
- 일본 38대 천황 덴지